# Khalil Ibrahim (cầu thủ bóng đá)
Khalil Ibrahim (Arabic:خليل إبراهيم) (sinh ngày 4 tháng 5 năm 1993) là một cầu thủ bóng đá người Các Tiểu vương quốc Ả Rập Thống nhất. Hiện tại anh thi đấu cho Al-Wahda.

## Thống kê sự nghiệp

### Câu lạc bộ
Tính đến ngày 12 tháng 8 năm 2019
| Đội                 | Mùa giải            | Giải đấu            | Giải đấu | Giải đấu | Cúp quốc gia | Cúp quốc gia | Cúp liên đoàn | Cúp liên đoàn | Châu Á1 | Châu Á1 | Tổng cộng | Tổng cộng |
| Đội                 | Mùa giải            | Hạng                | Trận     | Bàn      | Trận         | Bàn          | Trận          | Bàn           | Trận    | Bàn     | Trận      | Bàn       |
| ------------------- | ------------------- | ------------------- | -------- | -------- | ------------ | ------------ | ------------- | ------------- | ------- | ------- | --------- | --------- |
| Al Wahda            | 2014–15             | UAE Pro-League      | 0        | 0        | —            | —            | —             | —             | —       | —       | 0         | 0         |
| Al Wahda            | 2015–16             | UAE Pro-League      | 15       | 0        | —            | —            | 5             | 0             | —       | —       | 20        | 0         |
| Al Wahda            | 2016–17             | UAE Pro-League      | 17       | 2        | 4            | 0            | 6             | 2             | —       | —       | 27        | 4         |
| Al Wahda            | 2017–18             | UAE Pro-League      | 2        | 0        | 0            | 0            | 1             | 0             | 5       | 1       | 8         | 1         |
| Al Wahda            | 2018–19             | UAE Pro-League      | 13       | 1        | 1            | 0            | 4             | 2             | 4       | 0       | 22        | 3         |
| Al Wahda            | 2019–20             | UAE Pro-League      | 0        | 0        | 0            | 0            | 1             | 0             | 8       | 1       | 9         | 1         |
| Al Wahda            | Tổng cộng           | Tổng cộng           | 47       | 3        | 5            | 0            | 17            | 4             | 17      | 2       | 86        | 9         |
| Tổng cộng sự nghiệp | Tổng cộng sự nghiệp | Tổng cộng sự nghiệp | 47       | 3        | 5            | 0            | 17            | 4             | 17      | 2       | 86        | 9         |

1Bao gồm AFC Champions League.

### Bàn thắng quốc tế
Bàn thắng và kết quả của UAE được để trước.
| #  | Ngày                 | Địa điểm                                      | Đối thủ           | Bàn thắng | Kết quả | Giải đấu                 |
| -- | -------------------- | --------------------------------------------- | ----------------- | --------- | ------- | ------------------------ |
| 1. | 30 tháng 8 năm 2019  | Sân vận động Quốc gia Bahrain, Riffa, Bahrain | Cộng hòa Dominica | 2–0       | 4–0     | Giao hữu                 |
| 2. | 30 tháng 8 năm 2019  | Sân vận động Quốc gia Bahrain, Riffa, Bahrain | Cộng hòa Dominica | 3–0       | 4–0     | Giao hữu                 |
| 3. | 10 tháng 10 năm 2019 | Sân vận động Al Maktoum, Dubai, UAE           | Indonesia         | 1–0       | 3–0     | Vòng loại World Cup 2022 |